# Anne-Marie Rouchon
Anne-Marie Rouchon (* 6. Juni 1961) ist eine ehemalige französische Triathletin und Europameisterin auf der Triathlon-Langdistanz (1993).

## Werdegang
Anne-Marie Rouchon war einige Jahre im Flossenschwimmen aktiv. Bei den World Games 1981 in Santa Clara (Kalifornien) gewann sie das Flossenschwimmen über 200, 400 und 800 Meter und sie wurde Dritte über 100 Meter.
Später wechselte sie zum Triathlon und 1989 wurde sie Staatsmeisterin auf der Kurzdistanz (1,5 km Schwimmen, 40 km Radfahren und 10 km Laufen), nachdem sie hier bereits dreimal Zweite war.
1990 und erneut 1992 holte sie sich den nationalen Titel auch auf der Mitteldistanz (3 km Schwimmen, 80–90 km Radfahren und 20 km Laufen).

### ETU-Europameisterin Langdistanz 1993
1993 wurde sie in Frankreich beim Embrunman ETU-Europameisterin auf der Triathlon-Langdistanz (3,8 km Schwimmen, 188 km Radfahren und 42,194 km Laufen).
1994 wurde sie in Mur-de-Barrez erneut und damit zum vierten Mal französische Vize-Staatsmeisterin Triathlon.
1995 erklärte Anne-Marie Rouchon ihre aktive Zeit für beendet und sie tritt seitdem nicht mehr international in Erscheinung. Sie ist heute als Psychopraktikerin tätig.

## Sportliche Erfolge
| Datum/Jahr    | Rang | Wettbewerb                                           | Austragungsort | Zeit     | Bemerkung                                          |
| ------------- | ---- | ---------------------------------------------------- | -------------- | -------- | -------------------------------------------------- |
| 1994          | 2    | FRA Triathlon National Championships CD              | Mur-de-Barrez  |          | Französische Vize-Staatsmeisterin Triathlon        |
| 1993          | 3    | FRA Triathlon National Championships CD              | Fontainebleau  |          |                                                    |
| 12. Sep. 1992 | 34   | ITU Triathlon World Championships                    | Huntsville     | 02:14:25 |                                                    |
| 1992          | 1    | FRA Middle Distance Triathlon National Championships | Arcachon       |          | Staatsmeisterin Mitteldistanz                      |
| 1991          | 3    | FRA Triathlon National Championships CD              | Versailles     |          | Kurzdistanz; hinter Isabelle Mouthon               |
| 26. Aug. 1990 | 8    | ETU Triathlon European Championships                 | Linz           | 02:11:37 |                                                    |
| 1990          | 1    | FRA Middle Distance Triathlon National Championships | Frankreich     |          | Staatsmeisterin Mitteldistanz                      |
| 1989          | 1    | FRA Triathlon National Championships CD              | Frankreich     |          | Französische Triathlon-Staatsmeisterin Kurzdistanz |
| 1988          | 2    | FRA Triathlon National Championships CD              | Frankreich     |          | Französische Vize-Staatsmeisterin Triathlon        |
| 1987          | 2    | FRA Triathlon National Championships CD              | Frankreich     |          | Französische Vize-Staatsmeisterin Triathlon        |
| 1986          | 2    | FRA Triathlon National Championships CD              | Frankreich     |          | Französische Vize-Staatsmeisterin Triathlon        |

| Datum/Jahr | Rang | Wettbewerb                                         | Austragungsort    | Zeit     | Bemerkung                                                                                 |
| ---------- | ---- | -------------------------------------------------- | ----------------- | -------- | ----------------------------------------------------------------------------------------- |
| 1995       | 3    | FRA Triathlon National Championships LD            | Lac de Vouglans   |          | Vize-Staatsmeisterin Triathlon Langdistanz                                                |
| 1994       | 3    | FRA Triathlon National Championships LD            | Val-de-Reuil      |          |                                                                                           |
| 1993       | 1    | ETU Long Distance Triathlon European Championships | Embrun            | 11:37:51 | ETU-Europameisterin Langdistanz beim Embrunman                                            |
| 1993       | 2    | Triathlon Longue Distance de St. Jean de Luz       | Saint-Jean-de-Luz | 07:30:37 | Zweite hinter der Niederländerin Katinka Wiltenburg                                       |
| 1993       | 2    | FRA Triathlon National Championships LD            | Frankreich        |          | Vize-Staatsmeisterin Triathlon Langdistanz                                                |
| 1992       | 1    | FRA Triathlon National Championships MD            | Arcachon          |          | Triathlon-Staatsmeisterin Mitteldistanz (3 km Schwimmen, 8 km Radfahren und 20 km Laufen) |
| 1991       | 2    | FRA Triathlon National Championships LD            | Frankreich        |          | Vize-Staatsmeisterin Triathlon Langdistanz                                                |
| 1990       | 1    | FRA Triathlon National Championships MD            | Frankreich        |          | Triathlon-Staatsmeisterin Mitteldistanz (3 km Schwimmen, 8 km Radfahren und 20 km Laufen) |
| 1988       | 2    | FRA Triathlon National Championships MD            | Frankreich        |          | Vize-Staatsmeisterin Triathlon Mitteldistanz                                              |
| 1987       | 3    | FRA Triathlon National Championships MD            | Frankreich        |          |                                                                                           |
| 1986       | 2    | FRA Triathlon National Championships MD            | Frankreich        |          | Vize-Staatsmeisterin Triathlon Mitteldistanz                                              |